# Búč
Búč (Hongaars:Búcs) is een Slowaakse gemeente in de regio Nitra, en maakt deel uit van het district Komárno.
Búč telt 1196 inwoners.